# Arbeitskreis SINGLES
Der Arbeitskreis Christliche Popularmusik | SINGLES ist ein Arbeitskreis im Bund der Deutschen Katholischen Jugend (BDKJ) im Erzbistum Köln, welcher sich mit der Verbreitung und (Weiter-)Entwicklung von Neuen Geistlichen Liedern (NGL) beschäftigt. Er besteht seit 1971 und trifft sich ungefähr zehn Mal pro Jahr.
Der Name des Arbeitskreises steht als Apronym für "Singen Internationaler Neuer Geistlicher Lieder. Ein Serviceangebot".

## Gründung
Ausgelöst unter anderem durch das Zweite Vatikanische Konzil (1962–1965), besonders durch die Freigabe der Muttersprache als Liturgiesprache, wurden beginnend um 1970 erstmals und in schnell zunehmender Zahl im deutschsprachigen Raum geistliche Lieder in den Stilen der Negro-Spirituals und Gospelsongs, von Jazz, Beat, Rock, Pop und Folk-Musik geschaffen.  Dies führte in verschiedenen Bistümern zur Gründung von Initiativen, Gremien oder Arbeitskreisen, die sich mit den hieraus entstehenden Phänomenen, Chancen und Problemen beschäftigten (so z. B. im Bistum Limburg der Arbeitskreis Kirchenmusik und Jugendseelsorge).
Die Gründung des AK SINGLES in Köln geht auf Wochenendkurse zu den Themen Liturgie und Gottesdienstgestaltung zurück, die das erzbischöfliche Jugendamt seit Ende der 1960er Jahre zweimal jährlich veranstaltete. Parallel entstanden in vielen Kirchengemeinden vor Ort Liturgiekreise und Jugendchöre bzw. -bands, ohne dass diese Gruppen an zentraler Stelle im Einzelnen bekannt waren (anders vor allem als bei den traditionellen Kirchenchören mit ihrer Organisation im Allgemeinen Cäcilien-Verband).
Die konkrete Initiative zur Bildung des Arbeitskreises ergriffen 1971 schließlich der damalige Diözesanjugendseelsorger und BDKJ-Präses Walter Schmickler und die Autoren Klaus Lüchtefeld und Raymund Weber.

## Aufgaben und Entwicklung des Arbeitskreises
Durch den AK SINGLES wollte man die vielen neuen Chöre und Bands, die Neue Geistliche Lieder im Gottesdienst spielen und singen, zunächst zentral erfassen und konnte dann als Weiterentwicklung der o. g. Wochenendkurse speziellere Wochenenden anbieten, die sich vor allem an die – in aller Regel ehrenamtlichen – Leiter dieser Gruppen richten. Es gibt außerdem Angebote der musikalischen Qualifizierung für die Gruppen insgesamt, um deren Motivation zu stärken und deren musikalische Arbeit zu verbessern. Die Arbeitskreisgründer wollten dabei in erster Linie das Engagement junger Leute fördern und erst in zweiter Linie auf musikalische Qualität und Perfektion achten.
Der Arbeitskreis führt zusätzlich zu den genannten Wochenenden auch Großveranstaltungen durch, um Formen und Möglichkeiten des Neuen Geistlichen Liedes und die Arbeit der Chöre und Bands in der Öffentlichkeit beispielhaft darzustellen.
Ein wesentlicher Schwerpunkt der Arbeit ist die Veröffentlichung von Neuen Geistlichen Liedern in den SINGLES-Liedblättern, von denen bisher über 80 Ausgaben mit mehr als 600 Titeln erschienen sind. Zur Auswahl, kritischen Bewertung und Analyse der enthaltenen Lieder wurde 1976 in Zusammenarbeit des Arbeitskreises mit Kirchenmusikern ein Kriterienkatalog erarbeitet. Er bietet in fünf Abschnitten in Form von Fragen Kriterien zu einzelnen Liedelementen an:
1. Inhalt und Aussage
2. Sprachliche Gestalt
3. Musikalische Gestalt
4. Musikalisch-sprachliche Kongruenz
5. Singbarkeit und Funktion

Viele der in den Liedblättern publizierten Lieder haben zwischenzeitlich sowohl in den Stammteil und Diözesananhänge des Katholischen Gotteslobes Eingang gefunden als auch in den Stammteil oder Regionalanhänge des Evangelischen Gesangbuches.
Heute (Stand 2021) beschreibt der Arbeitskreis seine Zielsetzung unter vier Stichwörtern:
1. musikalisch: die Qualifizierung von Jugendchören und deren Leitern und die Förderung eines guten Repertoires;
2. inhaltlich-theologisch: die Auswertung der Liedtexte und die Erschließung der Lieder für den gottesdienstlichen Gebrauch;
3. jugendpastoral: die Stärkung des Engagements von Jugendlichen für ihre Gemeinde und ihren Gottesdienst, Eröffnung weiterer Aufgaben in der Gemeinde und darüber hinaus;
4. wissenschaftlich: konstruktive Teilnahme am theologischen und musikwissenschaftlichen Diskurs über Grundlagen und Entwicklungen der modernen christlichen Popularmusik.

## Publikationen
- 1980 Kölner Domfest-Messe "Wo Jahr und Tag nicht zählt"
- 1982 Liederbuch zum Katholikentag in Köln "Kehrt um und glaubt – erneuert die Welt"
- 1991 Liederbuch der Erzdiözese Köln "Kommt und singt"
- 1994 Liederheft "unterwegs"
- 2004 Kinderliederbuch "Sei eine Note in Gottes Melodie"
- 2004 "SINGEN – Das Liedbuch" mit 54 Liedern aus den SINGLES-Liedblättern

Von 1973 bis 1998 erschienen 9 Titel der SINGLES-PHONO-Reihe mit Tonträgern.
Seit 1975 wird eine NGL-Literaturliste fortgeschrieben, die die umfassendste verfügbare NGL-Bibliographie darstellt.

## Mitglieder (Auswahl)
Der AK SINGLES hat (Stand 2025) 12 Mitglieder, die sich haupt- bzw. nebenberuflich oder ehrenamtlich in irgendeiner Weise mit dem Neuen Geistlichen Lied im Erzbistum Köln beschäftigen, darunter:
- Raymund Weber seit 1971
- Thomas Quast seit 1988
- Christoph Seeger seit 1996[5]
- Thorsten Wolter
- Stefanie Aragione-Krey
- Dieter Böttcher
- Joachim Geibel
- Thomas Johannsen
- Pamela König
- Frederick Heilig
- Rudolf von Gersum
- Bernhard Wilmes

Ehemalige Mitglieder des Arbeitskreises sind zum Beispiel:
- Wolfgang Bretschneider
- Hans Florenz
- Michael Kokott
- Gregor Linßen
- Heinz Martin Lonquich
- Klaus Lüchtefeld
- Winfried Offele
- Felix Schonauer[6]

## Belege
1. ↑  BDKJ-Diözesanverband Köln (Hrsg.): "Jubelt nicht unbedacht!" 1971–2021: 50 Jahre Arbeitskreis SINGLES. Eine Festschrift. Köln 2021, S. 9
2. ↑  BDKJ-Diözesanverband Köln (Hrsg.): "Jubelt nicht unbedacht!" 1971–2021: 50 Jahre Arbeitskreis SINGLES. Eine Festschrift. Köln 2021, S. 10
3. ↑  BDKJ-Diözesanverband Köln (Hrsg.): "Jubelt nicht unbedacht!" 1971–2021: 50 Jahre Arbeitskreis SINGLES. Eine Festschrift. Köln 2021, S. 40
4. ↑  BDKJ-Diözesanverband Köln (Hrsg.): "Jubelt nicht unbedacht!" 1971–2021: 50 Jahre Arbeitskreis SINGLES. Eine Festschrift. Köln 2021, S. 13
5. ↑  Mitglieder. Website des AK SINGLES. Abgerufen am 1. Mai 2021.
6. ↑  BDKJ-Diözesanverband Köln (Hrsg.): "Jubelt nicht unbedacht!" 1971–2021: 50 Jahre Arbeitskreis SINGLES. Eine Festschrift. Köln 2021, S. 61